# مقاطعة بايين (أوكلاهوما)
مقاطعة بايين (بالإنجليزية: Payne County)‏ هي إحدى مقاطعات ولاية أوكلاهوما في الولايات المتحدة الأمريكية.